# Finlândia nos Jogos Olímpicos de Inverno de 2006
A Finlândia mandou 102 competidores para os Jogos Olímpicos de Inverno de 2006, em Turim, na Itália. A delegação conquistou 9 medalhas no total, sendo seis de prata e três de bronze. O esquiador Matti Hautamäki foi o atleta finlandês com mais medalhas, duas de prata no total.

## Medalhas
| Atleta | Esporte | Evento                          | Medalha |
| --- | --- | ------------------------------- | ------- |
| Markku Uusipaavalniemi Wille Mäkelä Kalle Kiiskinen Teemu Salo Jani Sullanmaa | Curling | Masculino                       | Prata   |
| Tanja Poutiainen | Esqui alpino | Slalom gigante feminino         | Prata   |
| Mikko Ronkainen | Esqui estilo livre | Moguls masculino                | Prata   |
| \| Aki Berg Lasse Kukkonen Toni Lydman Antti-Jussi Niemi Petteri Nummelin Teppo Numminen Sami Salo Kimmo Timonen Niklas Hagman Jukka Hentunen Olli Jokinen Jussi Jokinen \| Niko Kapanen Saku Koivu Mikko Koivu Antti Laaksonen Jere Lehtinen Ville Nieminen Ville Peltonen Jarkko Ruutu Teemu Selänne Niklas Bäckström Antero Niittymäki Fredrik Norrena \| | Hóquei no gelo | Masculino                       | Prata   |
| Matti Hautamäki | Salto de esqui | Pista normal individual         | Prata   |
| Janne Ahonen Janne Happonen Matti Hautamäki Tami Kiuru | Salto de esqui | Pista longa por equipes         | Prata   |
| Antti Kuisma Anssi Koivuranta Jaakko Tallus Hannu Manninen | Combinado nórdico | Equipes                         | Bronze  |
| Aino-Kaisa Saarinen Virpi Kuitunen | Esqui cross-country | Velocidade por equipes feminino | Bronze  |
| Markku Koski | Snowboard | Halfpipe masculino              | Bronze  |
| Aki Berg Lasse Kukkonen Toni Lydman Antti-Jussi Niemi Petteri Nummelin Teppo Numminen Sami Salo Kimmo Timonen Niklas Hagman Jukka Hentunen Olli Jokinen Jussi Jokinen | Niko Kapanen Saku Koivu Mikko Koivu Antti Laaksonen Jere Lehtinen Ville Nieminen Ville Peltonen Jarkko Ruutu Teemu Selänne Niklas Bäckström Antero Niittymäki Fredrik Norrena |                                 |         |

### 

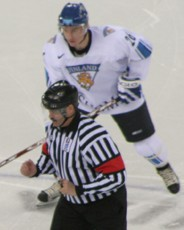
Jere Lehtinen na semi-final contra a Rússia.

## Desempenho

### Biatlo
| Atleta         | Evento                     | Final    | Final | Final |
| Atleta         | Evento                     | Tempo    | Pen.  | Pos.  |
| -------------- | -------------------------- | -------- | ----- | ----- |
| Paavo Puurunen | Velocidade masculino       | 28:57.3  | 2     | 46    |
| Paavo Puurunen | Perseguição masculino      | 38:01.28 | 3     | 22    |
| Paavo Puurunen | Largada coletiva masculina | 47:43.7  | 0     | 4     |
| Paavo Puurunen | Individual masculino       | 56:38.9  | 1     | 12    |

### Combinado nórdico
| Anssi Koivuranta                                           | Velocidade           | 121.5 | 3  | 0:17 | 19:17.7 +48.7   | 11                |
| Anssi Koivuranta                                           | Individual Gundersen | 220.5 | 18 | 2:48 | 43:37.3 +3:52.7 | 25                |
| Antti Kuisma                                               | Individual Gundersen | 217.5 | 22 | 3:00 | 42:33.8 +2:49.2 | 17                |
| Hannu Manninen                                             | Velocidade           | 108.3 | 16 | 1:10 | 19:21.0 +52.0   | 12                |
| Hannu Manninen                                             | Individual Gundersen | 238.0 | 8  | 1:38 | 41:20.2 +1:35.6 | 9                 |
| Janne Ryynänen                                             | Velocidade           | 102.5 | 29 | 1:33 | 20:47.6 +2:18.6 | 37                |
| Jaakko Tallus                                              | Velocidade           | 120.9 | 4  | 0:19 | 18:58.1 +29.1   | 4                 |
| Jaakko Tallus                                              | Individual Gundersen | 257.0 | 3  | 0:22 | 40:01.9 +17.3   | 5                 |
| Anssi Koivuranta Antti Kuisma Hannu Manninen Jaakko Tallus | Equipes              | 878.6 | 4  | 0:35 | 50:19.4 +26.8   | Medalha de bronze |

### Curling
| Equipe                                                                        | Evento    | Preliminar               | Preliminar | Semifinal              | Final             | Pos.             |
| Equipe                                                                        | Evento    | Adversário Placar        | Pos.       | Adversário Placar      | Adversário Placar | Pos.             |
| ----------------------------------------------------------------------------- | --------- | ------------------------ | ---------- | ---------------------- | ----------------- | ---------------- |
| Markku Uusipaavalniemi Wille Mäkelä Kalle Kiiskinen Teemu Salo Jani Sullanmaa | Masculino | SUI Suíça D 2-7          | 1º         | GBR Grã-Bretanha V 4-3 | CAN Canadá D 5-11 | Medalha de prata |
| Markku Uusipaavalniemi Wille Mäkelä Kalle Kiiskinen Teemu Salo Jani Sullanmaa | Masculino | USA Estados Unidos V 4-3 | 1º         | GBR Grã-Bretanha V 4-3 | CAN Canadá D 5-11 | Medalha de prata |
| Markku Uusipaavalniemi Wille Mäkelä Kalle Kiiskinen Teemu Salo Jani Sullanmaa | Masculino | NZL Nova Zelândia V 6-5  | 1º         | GBR Grã-Bretanha V 4-3 | CAN Canadá D 5-11 | Medalha de prata |
| Markku Uusipaavalniemi Wille Mäkelä Kalle Kiiskinen Teemu Salo Jani Sullanmaa | Masculino | GER Alemanha D 2-5       | 1º         | GBR Grã-Bretanha V 4-3 | CAN Canadá D 5-11 | Medalha de prata |
| Markku Uusipaavalniemi Wille Mäkelä Kalle Kiiskinen Teemu Salo Jani Sullanmaa | Masculino | SWE Suécia V 11-4        | 1º         | GBR Grã-Bretanha V 4-3 | CAN Canadá D 5-11 | Medalha de prata |
| Markku Uusipaavalniemi Wille Mäkelä Kalle Kiiskinen Teemu Salo Jani Sullanmaa | Masculino | CAN Canadá V 8-7         | 1º         | GBR Grã-Bretanha V 4-3 | CAN Canadá D 5-11 | Medalha de prata |
| Markku Uusipaavalniemi Wille Mäkelä Kalle Kiiskinen Teemu Salo Jani Sullanmaa | Masculino | NOR Noruega V 7-3        | 1º         | GBR Grã-Bretanha V 4-3 | CAN Canadá D 5-11 | Medalha de prata |
| Markku Uusipaavalniemi Wille Mäkelä Kalle Kiiskinen Teemu Salo Jani Sullanmaa | Masculino | ITA Itália V 7-4         | 1º         | GBR Grã-Bretanha V 4-3 | CAN Canadá D 5-11 | Medalha de prata |
| Markku Uusipaavalniemi Wille Mäkelä Kalle Kiiskinen Teemu Salo Jani Sullanmaa | Masculino | GBR Grã-Bretanha V 5-2   | 1º         | GBR Grã-Bretanha V 4-3 | CAN Canadá D 5-11 | Medalha de prata |

### Esqui alpino
| Atletas          | Evento                   | Final      | Final      | Final      | Final   | Final            |
| Atletas          | Evento                   | 1ª Corrida | 2ª Corrida | 3ª Corrida | Total   | Pos.             |
| ---------------- | ------------------------ | ---------- | ---------- | ---------- | ------- | ---------------- |
| Kalle Palander   | Slalom gigante masculino | 1:18.22    | 1:18.60    |            | 2:36.82 | 9                |
| Kalle Palander   | Slalom masculino         | 53.38      | DSQ        | DSQ        | DSQ     | DSQ              |
| Tanja Poutiainen | Slalom gigante feminino  | 1:01.21    | 1:08.65    |            | 2:09.86 | Medalha de prata |
| Tanja Poutiainen | Slalom feminino          | 43.05      | 47.74      |            | 1:30.79 | 6                |
| Henna Raita      | Slalom feminino          | 44.29      | 48.04      |            | 1:32.33 | 20               |
| Jukka Rajala     | Slalom gigante masculino | 1:20.17    | 1:21.23    |            | 2:41.40 | 22               |
| Jukka Rajala     | Slalom masculino         | DNF        | DNF        | DNF        | DNF     | DNF              |

### Esqui cross-country
| Atleta                                                                  | Evento                           | Preliminares | Preliminares | Quartas     | Quartas     | Semifinal   | Semifinal   | Final          | Final             |
| Atleta                                                                  | Evento                           | Total        | Pos.         | Total       | Pos.        | Total       | Pos.        | Total          | Pos.              |
| ----------------------------------------------------------------------- | -------------------------------- | ------------ | ------------ | ----------- | ----------- | ----------- | ----------- | -------------- | ----------------- |
| Elina Hietamäki                                                         | Perseguição combinada feminina   |              |              |             |             |             |             | 46:20.5        | 33                |
| Elina Hietamäki                                                         | Velocidade individual feminino   | 2:20.49      | 42           | Não avançou | Não avançou | Não avançou | Não avançou | Não avançou    | 42                |
| Sami Jauhojärvi                                                         | Clássico masculino               |              |              |             |             |             |             | 39:15.3        | 9                 |
| Sami Jauhojärvi                                                         | Perseguição combinada masculina  |              |              |             |             |             |             | 1:17:58.1      | 20                |
| Sami Jauhojärvi                                                         | Velocidade individual masculino  | 2:28.42      | 61           | Não avançou | Não avançou | Não avançou | Não avançou | Não avançou    | 61                |
| Teemu Kattilakoski                                                      | Largada coletiva masculina       |              |              |             |             |             |             | 2:09:26.2      | 43                |
| Virpi Kuitunen                                                          | Clássico feminino                |              |              |             |             |             |             | 28:51.4        | 9                 |
| Virpi Kuitunen                                                          | Largada coletiva feminina        |              |              |             |             |             |             | DNF            | DNF               |
| Virpi Kuitunen                                                          | Velocidade individual feminino   | 2:14.83      | 7 Q          | 2:16.2      | 2 Q         | 2:16.3      | 3           | Final B 2:18.1 | 5                 |
| Keijo Kurttila                                                          | Velocidade individual masculino  | 2:19.94      | 22 Q         | 2:25.1      | 5           | Não avançou | Não avançou | Não avançou    | 23                |
| Riitta-Liisa Lassila                                                    | Clássico feminino                |              |              |             |             |             |             | 30:28.4        | 35                |
| Riitta-Liisa Lassila                                                    | Perseguição combinada feminina   |              |              |             |             |             |             | 44:06.1        | 13                |
| Riitta-Liisa Lassila                                                    | Largada coletiva feminina        |              |              |             |             |             |             | 1:26:55.4      | 23                |
| Ville Nousiainen                                                        | Largada coletiva masculina       |              |              |             |             |             |             | DNF            | DNF               |
| Olli Ohtonen                                                            | Clássico masculino               |              |              |             |             |             |             | 41:47.4        | 48                |
| Olli Ohtonen                                                            | Perseguição combinada masculina  |              |              |             |             |             |             | DNS            | DNS               |
| Olli Ohtonen                                                            | Largada coletiva masculina       |              |              |             |             |             |             | 2:11:54.7      | 52                |
| Lauri Pyykönen                                                          | Clássico masculino               |              |              |             |             |             |             | 42:10.4        | 55                |
| Lauri Pyykönen                                                          | Velocidade individual masculino  | 2:20.21      | 26 Q         | 2:28.6      | 6           | Não avançou | Não avançou | Não avançou    | 27                |
| Aino-Kaisa Saarinen                                                     | Clássico feminino                |              |              |             |             |             |             | 28:29.6        | 7                 |
| Aino-Kaisa Saarinen                                                     | Largada coletiva feminina        |              |              |             |             |             |             | 1:25:41.8      | 17                |
| Aino-Kaisa Saarinen                                                     | Velocidade individual feminino   | 2:15.75      | 11 Q         | 2:20.7      | 6           | Não avançou | Não avançou | Não avançou    | 26                |
| Tero Similä                                                             | Clássico masculino               |              |              |             |             |             |             | 40:44.5        | 32                |
| Tero Similä                                                             | Perseguição combinada masculina  |              |              |             |             |             |             | 1:20:04.5      | 34                |
| Kirsi Välimaa                                                           | Perseguição combinada feminina   |              |              |             |             |             |             | 46:25.6        | 34                |
| Kati Venäläinen                                                         | Clássico feminino                |              |              |             |             |             |             | 31:04.9        | 43                |
| Kati Venäläinen                                                         | Largada coletiva feminina        |              |              |             |             |             |             | DNF            | DNF               |
| Kati Venäläinen                                                         | Velocidade individual feminino   | 2:17.29      | 24 Q         | 2:18.1      | 6           | Não avançou | Não avançou | Não avançou    | 29                |
| Keijo Kurttila Lauri Pyykönen                                           | Velocidade por equipes masculino |              |              |             |             | 17:21.5     | 4 Q         | 17:39.2        | 5                 |
| Virpi Kuitunen Aino-Kaisa Saarinen                                      | Velocidade por equipes feminino  |              |              |             |             | 17:16.8     | 1 Q         | 16:39.2        | Medalha de bronze |
| Sami Jauhojärvi Tero Similä Olli Ohtonen Teemu Kattilakoski             | Revezamento masculino            |              |              |             |             |             |             | 40:44.5        | 32                |
| Aino-Kaisa Saarinen Virpi Kuitunen Riitta-Liisa Lassila Kati Venäläinen | Revezamento feminino             |              |              |             |             |             |             | 55:55.8        | 7                 |

### Esqui estilo livre
| Atleta          | Evento           | Preliminar | Preliminar | Final       | Final            |
| Atleta          | Evento           | Pontos     | Pos.       | Pontos      | Pos.             |
| --------------- | ---------------- | ---------- | ---------- | ----------- | ---------------- |
| Janne Lahtela   | Moguls masculino | 23.77      | 10 Q       | 22.65       | 16               |
| Juuso Lahtela   | Moguls masculino | 22.31      | 19 Q       | 24.42       | 8                |
| Sami Mustonen   | Moguls masculino | 21.57      | 22         | Não avançou | Não avançou      |
| Mikko Ronkainen | Moguls masculino | 23.38      | 13 Q       | 26.62       | Medalha de prata |

### Hóquei no gelo
| Equipe | Evento    | Fase de grupos            | Fase de grupos | Quartas                  | Semifinal         | Final                    | Pos.             |
| Equipe | Evento    | Adversário Placar         | Pos.           | Adversário Placar        | Adversário Placar | Adversário Placar        | Pos.             |
| --- | --------- | ------------------------- | -------------- | ------------------------ | ----------------- | ------------------------ | ---------------- |
| Mari Pehkonen Saara Tuominen Karoliina Rantamäki Heidi Pelttari Mari Saarinen Kati Kovalainen Marja-Helena Pälvilä Satu Hoikkala Nora Tallus Emma Laaksonen Oona Parviainen Eveliina Similä Terhi Mertanen Satu Tuominen Sari Fisk Hanna Kuoppala Saija Sirviö Noora Räty Maija Hassinen          | Feminino  | ITA Itália V 16-0         | 2º (Gr. B)     |                          | CAN Canadá D 0-6  | USA Estados Unidos D 0-4 | 4                |
| Mari Pehkonen Saara Tuominen Karoliina Rantamäki Heidi Pelttari Mari Saarinen Kati Kovalainen Marja-Helena Pälvilä Satu Hoikkala Nora Tallus Emma Laaksonen Oona Parviainen Eveliina Similä Terhi Mertanen Satu Tuominen Sari Fisk Hanna Kuoppala Saija Sirviö Noora Räty Maija Hassinen          | Feminino  | SUI Suíça V 4-0           | 2º (Gr. B)     |                          | CAN Canadá D 0-6  | USA Estados Unidos D 0-4 | 4                |
| Mari Pehkonen Saara Tuominen Karoliina Rantamäki Heidi Pelttari Mari Saarinen Kati Kovalainen Marja-Helena Pälvilä Satu Hoikkala Nora Tallus Emma Laaksonen Oona Parviainen Eveliina Similä Terhi Mertanen Satu Tuominen Sari Fisk Hanna Kuoppala Saija Sirviö Noora Räty Maija Hassinen          | Feminino  | USA Estados Unidos D 3-7  | 2º (Gr. B)     |                          | CAN Canadá D 0-6  | USA Estados Unidos D 0-4 | 4                |
| Saku Koivu Teemu Selänne Jere Lehtinen Olli Jokinen Ville Peltonen Teppo Numminen Jussi Jokinen Petteri Nummelin Niko Kapanen Sami Salo Niklas Hagman Ville Nieminen Kimmo Timonen Aki Berg Mikko Koivu Antti Laaksonen Jukka Hentunen Toni Lydman Jarkko Ruutu Antero Niittymäki Fredrik Norrena | Masculino | SUI Suíça V 5-0           | 1º (Gr. A)     | USA Estados Unidos V 4-3 | RUS Rússia V 4-0  | SWE Suécia D 2-3         | Medalha de prata |
| Saku Koivu Teemu Selänne Jere Lehtinen Olli Jokinen Ville Peltonen Teppo Numminen Jussi Jokinen Petteri Nummelin Niko Kapanen Sami Salo Niklas Hagman Ville Nieminen Kimmo Timonen Aki Berg Mikko Koivu Antti Laaksonen Jukka Hentunen Toni Lydman Jarkko Ruutu Antero Niittymäki Fredrik Norrena | Masculino | ITA Itália V 6-0          | 1º (Gr. A)     | USA Estados Unidos V 4-3 | RUS Rússia V 4-0  | SWE Suécia D 2-3         | Medalha de prata |
| Saku Koivu Teemu Selänne Jere Lehtinen Olli Jokinen Ville Peltonen Teppo Numminen Jussi Jokinen Petteri Nummelin Niko Kapanen Sami Salo Niklas Hagman Ville Nieminen Kimmo Timonen Aki Berg Mikko Koivu Antti Laaksonen Jukka Hentunen Toni Lydman Jarkko Ruutu Antero Niittymäki Fredrik Norrena | Masculino | CZE República Checa V 4-2 | 1º (Gr. A)     | USA Estados Unidos V 4-3 | RUS Rússia V 4-0  | SWE Suécia D 2-3         | Medalha de prata |
| Saku Koivu Teemu Selänne Jere Lehtinen Olli Jokinen Ville Peltonen Teppo Numminen Jussi Jokinen Petteri Nummelin Niko Kapanen Sami Salo Niklas Hagman Ville Nieminen Kimmo Timonen Aki Berg Mikko Koivu Antti Laaksonen Jukka Hentunen Toni Lydman Jarkko Ruutu Antero Niittymäki Fredrik Norrena | Masculino | CAN Canadá V 2-0          | 1º (Gr. A)     | USA Estados Unidos V 4-3 | RUS Rússia V 4-0  | SWE Suécia D 2-3         | Medalha de prata |
| Saku Koivu Teemu Selänne Jere Lehtinen Olli Jokinen Ville Peltonen Teppo Numminen Jussi Jokinen Petteri Nummelin Niko Kapanen Sami Salo Niklas Hagman Ville Nieminen Kimmo Timonen Aki Berg Mikko Koivu Antti Laaksonen Jukka Hentunen Toni Lydman Jarkko Ruutu Antero Niittymäki Fredrik Norrena | Masculino | GER Alemanha V 2-0        | 1º (Gr. A)     | USA Estados Unidos V 4-3 | RUS Rússia V 4-0  | SWE Suécia D 2-3         | Medalha de prata |

### Patinação artística
| Atleta         | Evento              | Programa curto | Programa curto | Programa longo | Programa longo | Total  | Total |
| Atleta         | Evento              | Pontos         | Pos.           | Pontos         | Pos.           | Pontos | Pos.  |
| -------------- | ------------------- | -------------- | -------------- | -------------- | -------------- | ------ | ----- |
| Kiira Korpi    | Individual feminino | 44.84          | 20 Q           | 92.36          | 14             | 137.20 | 16    |
| Susanna Pöykiö | Individual feminino | 53.74          | 12 Q           | 89.48          | 15             | 143.22 | 13    |

### Patinação de velocidade
Individual
| Atleta          | Evento           | 1ª corrida | 1ª corrida | 2ª corrida | 2ª corrida | Final   | Final |
| Atleta          | Evento           | Tempo      | Pos.       | Tempo      | Pos.       | Tempo   | Pos.  |
| --------------- | ---------------- | ---------- | ---------- | ---------- | ---------- | ------- | ----- |
| Janne Hänninen  | 500 m masculino  | 35.58      | 9          | 35.67      | 15         | 1:11.25 | 15    |
| Janne Hänninen  | 1000 m masculino |            |            |            |            | 1:10.83 | 25    |
| Pekka Koskela   | 500 m masculino  | 35.58      | 9          | 35.51      | 12         | 1:11.09 | 10    |
| Pekka Koskela   | 1000 m masculino |            |            |            |            | 1:11.45 | 31    |
| Mika Poutala    | 500 m masculino  | 35.91      | 22         | 35.83      | 24         | 1:11.74 | 22    |
| Mika Poutala    | 1000 m masculino |            |            |            |            | 1:11.03 | 26    |
| Risto Rosendahl | 1000 m masculino |            |            |            |            | 1:12.60 | 37    |
| Risto Rosendahl | 1500 m masculino |            |            |            |            | 1:49.51 | 24    |

### Salto de esqui
| Atleta                                                 | Evento                  | Preliminar | Preliminar | 1ª rodada | 1ª rodada | Final       | Final       | Final            |
| Atleta                                                 | Evento                  | Pontos     | Pos.       | Pontos    | Pos.      | Pontos      | Total       | Pos.             |
| ------------------------------------------------------ | ----------------------- | ---------- | ---------- | --------- | --------- | ----------- | ----------- | ---------------- |
| Janne Ahonen                                           | Pista normal individual | 133.5      | 3 PQ       | 134.5     | 2 Q       | 127.0       | 261.5       | 6                |
| Janne Ahonen                                           | Pista longa individual  | 136.3      | 2 PQ       | 112.3     | 9 Q       | 121.8       | 234.1       | 9                |
| Janne Happonen                                         | Pista normal individual | 114.0      | 23 Q       | 116.0     | 26 Q      | 109.0       | 225.0       | 28               |
| Matti Hautamäki                                        | Pista normal individual | 130.0      | 5 PQ       | 131.0     | 6 Q       | 134.5       | 265.5       | Medalha de prata |
| Matti Hautamäki                                        | Pista longa individual  | 129.6      | 5 PQ       | 117.3     | 7 Q       | 125.1       | 242.4       | 5                |
| Risto Jussilainen                                      | Pista longa individual  | 97.2       | 10 Q       | 91.7      | 35        | Não avançou | Não avançou | 35               |
| Tami Kiuru                                             | Pista normal individual | 125.0      | 8 Q        | 113.0     | 31        | Não avançou | Não avançou | 31               |
| Tami Kiuru                                             | Pista longa individual  | 95.3       | 12 Q       | 108.6     | 13 Q      | 105.4       | 214.0       | 18               |
| Tami Kiuru Janne Happonen Janne Ahonen Matti Hautamäki | Pista longa por equipes |            |            | 467.2     | 2 Q       | 509.4       | 976.6       | Medalha de prata |

### Snowboard
Halfpipe
| Atleta        | Evento             | Preliminar | Preliminar | Preliminar | Preliminar | Final       | Final       | Final             |
| Atleta        | Evento             | Pontos     | Pos.       | Pontos     | Pos.       | 1ª corrida  | 2ª corrida  | Pos.              |
| ------------- | ------------------ | ---------- | ---------- | ---------- | ---------- | ----------- | ----------- | ----------------- |
| Antti Autti   | Halfpipe masculino | 43.5       | 2 Q        |            |            | (28.2)      | 39.1        | 9                 |
| Janne Korpi   | Halfpipe masculino | 9.2        | 42         | 33.5       | 14         | Não avançou | Não avançou | 20                |
| Markku Koski  | Halfpipe masculino | 20.2       | 28         | 40.6       | 3 Q        | 41.5        | (31.4)      | Medalha de bronze |
| Risto Mattila | Halfpipe masculino | 40.8       | 5 Q        |            |            | (31.6)      | 35.8        | 10                |

Slalom gigante paralelo
| Atleta       | Evento                           | Preliminar | Preliminar | Oitavas          | Quartas          | Semifinal        | Final            | Final |
| Atleta       | Evento                           | Pontos     | Pos.       | Adversário Tempo | Adversário Tempo | Adversário Tempo | Adversário Tempo | Pos.  |
| ------------ | -------------------------------- | ---------- | ---------- | ---------------- | ---------------- | ---------------- | ---------------- | ----- |
| Niina Sarias | Slalom gigante paralelo feminino | 1:24.96    | 24         | Não avançou      | Não avançou      | Não avançou      | Não avançou      | 24    |

Legenda
| Recorde mundial      | Recorde mundial (World record)               |                       | Recorde africano                      | Recorde africano (African) |                                           | Q | Classificado por posição (Qualified) |
| Recorde olímpico     | Recorde olímpico (Olympic record)            | Recorde da América    | Recorde da América (Americas)         | q                          | Classificado por melhor tempo (Qualified) |   |                                      |
| Melhor marca do ano  | Melhor marca do ano (World leading)          | Recorde asiático      | Recorde asiático (Asian)              | DNS                        | Não largou (Did not start)                |   |                                      |
| Recorde nacional     | Recorde nacional (National record)           | Recorde europeu       | Recorde europeu (European)            | DNF                        | Não terminou (Did not finish)             |   |                                      |
| Recorde pessoal      | Recorde pessoal do atleta (Personal best)    | Recorde da Oceania    | Recorde da Oceania (Oceania)          | DSQ / DQ                   | Desclassificado (Disqualified)            |   |                                      |
| Recorde da temporada | Recorde da temporada do atleta (Season best) | Recorde sul-americano | Recorde sul-americano (South America) | NM                         | Sem marca (No mark)                       |   |                                      |